# Paharpur (Pakistan)
Paharpur (en ourdou : پہاڑ پور) est une ville pakistanaise située dans la province de Khyber Pakhtunkhwa. Elle est la deuxième plus grande ville du district de Dera Ismail Khan, et située à environ trente kilomètres au nord de la ville de Dera Ismail Khan.
La ville connait une croissance démographique fulgurante. La population a été multipliée par plus de dix entre 1972 et 2017, passant de 6 841 habitants à 69 289. Entre 1998 et 2017, la croissance annuelle moyenne s'affiche à 8,5 %, bien supérieure à la moyenne nationale de 2,4 %. Selon le recensement de 2023, la population de la ville monte à 76 027 habitants.
|            | 1972 (rec.) | 1981 (rec.) | 1998 (rec.) | 2017 (rec.) | 2023 (rec.) |
| ---------- | ----------- | ----------- | ----------- | ----------- | ----------- |
| Population | 6 841       | 8 665       | 14 580      | 69 289      | 76 027      |